# Oblast de Tomsk
Ne doit pas être confondu avec Oblast d'Omsk.
L'oblast de Tomsk (en russe : То́мская о́бласть, Tomskaïa oblast) est un sujet fédéral de la fédération de Russie. Il occupe la partie sud-est de la plaine de Sibérie occidentale, dans le courant moyen de l'Ob. La région ou oblast de Tomsk a pour régions mitoyennes le krai de Krasnoïarsk, les oblasts de Kemerovo, Novossibirsk, Omsk et Tioumen.

## Géographie
La région de Tomsk est située dans le district fédéral sibérien.
- Superficie : 314 391 km2
- Divisions : 16 raïons, 5 villes, 2 communes urbaines
- Villes : Tomsk (496 000 habitants), Strejevoï (46 000), Assino (33 000), Kolpachevo (30 000)
- Centre : Tomsk
- Industrie : les principaux centres industriels sont Tomsk et Strejevoï (chimie et pétrochimie)
- Agriculture : 52e rang pour la production agricole totale en Russie
- Rivières : Ob, Tom (qui rejoint l'Ob 60 kilomètres au nord de Tomsk)

### La faune et la flore
L'Ob est le fleuve principal de la région. Ses affluents sont le Tom, le Tchoulym, le Ket, le Tym, la Tchaïa, le Parabel ainsi que le Vassiougan. Il y a également beaucoup de lacs. Les marais occupent 30 % du territoire. Les sols sont principalement herbeux et podzoliques, tourbeux et marécageux. Les terres du sud et du sud ouest sont forestière grises et noires. Les forêts occupent 56 % du territoire de la région ; les conifères prédominent (près de 60 %) : pin de Sibérie, épicéa de Sibérie, pin sylvestre, sapin de Sibérie ; les feuillus présents sont principalement les bouleaux et les trembles.
La région de Tomsk est peuplée de loups, lynx, renards, rennes, élans, chevreuils, hamsters. En raison de leur fourrure, l'écureuil, la zibeline, le rat musqué, le putois sibérien y ont une certaine importance économique. On y trouve aussi des gélinottes, des grands et des petits tétras, des canards. Les cours d'eau sont riches en esturgeons, saumons de Sibérie et ides mélanotes.

### Relief
La région de Tomsk, se situe sur un plateau à une altitude de 200 mètres essentiellement marécageux.
Au sud-est se trouvent les contreforts de l'Alataou de Kouznetsk qui culminent à 2 211 m. La partie centrale, occupée par la large vallée de l'Ob, divise le territoire de la région en deux parties presque égales : la rive gauche, qui comprend une large dépression marécageuse — marais de Vassiougan — à l'altitude de 166 m dans le haut Bakchar, et la rive droite à l'altitude de 193 m, qui est moins marécageuse et plus peuplée.
Les couches profondes de l'oblast de Tomsk recèlent de gisements de pétrole, de gaz et de tourbe. Le gisement de Vassiougan présente des réserves considérables de tourbe. Il y a des gisements non métallifères (argiles, pierre de construction, calcaire, mélanges sable-gravier, sables différents, couleurs minérales). Il y a également de nombreuses réserves d'eaux souterraines.

### Climat
Le climat de la région est continental. L'hiver est long et rigoureux, l'été est court et chaud. Il tombe de 400 à 550 mm de précipitations par an, le maximum de précipitations se situant en été.
La température annuelle moyenne de l’air s'élevait à +0,6 °C en 2022. Les précipitations totales cette année-là ont été de 544 mm, soit 99 % de la norme 1991-2020.
Températures moyennes (en °C):
| - Janvier : -19,2 - Février : -16,6 - Mars : -10,2 - Avril : -0,6 - Mai : 8,4 - Juin : 15,3 | - Juillet : 18,1 - Aout : 15,3 - Septembre : 9,2 - Octobre : 0,6 - Novembre : -10,7 - Décembre : -17,3 |

## Urbanisme

### Voies de communication et transports
Fin 2022, selon Rosstat, la longueur totale des voies publiques dans l'oblast de Tomsk est de 11 276 km, dont 35 km de routes d'importance fédérales, 4 115 km de routes d'importance régionale et 7 127 km de routes d'importance locale. La longueur des routes à revêtement dur est de 8 003 km (71,0 % du total), tandis que la densité des voies publiques est de 25 km/ 10 000km2 dans l'oblast.
Fin 2022, selon Rosstat, l'oblast de Tomsk possède 344 km de voies ferrées et la densité du réseau ferré est de 11 km / 10 000 km2.

### Répartition des terres
La répartion des terres selon le rapport d'État « Sur l'état et la protection de l'environnement de la fédération de Russie en 2022 » du ministère des ressources naturelles et de l'environnement russe est, selon les catégories du code foncier russe, la suivante:
| Répartition                                   | 2022 (km2) | 2022 (%) |
| --------------------------------------------- | ---------- | -------- |
| Terres agricoles                              | 19 155     | 6,1      |
| Terres des localités                          | 1 369      | 0,4      |
| Terres d'industrie et autres fins spéciales   | 622        | 0,2      |
| Terres des territoires et des objets protégés | 1          | 0,0      |
| Terres du fonds forestier                     | 287 001    | 91,3     |
| Terres du fonds aquatique                     | 1 415      | 0,5      |
| Terres de réserve                             | 4 828      | 1,5      |
| Total                                         | 314 391    | 100      |

## Histoire

### Préhistoire
Sur le territoire de l'oblast de Tomsk, les sites paléolithiques de Tomsk, de Mogotchino I et de Paroussinka sont connus. Le territoire de la région moderne de Tomsk était habité par des personnes appartenant à la culture archéologique de Koulaï, célèbre pour ses objets en bronze.

### Colonisation russe et période impériale

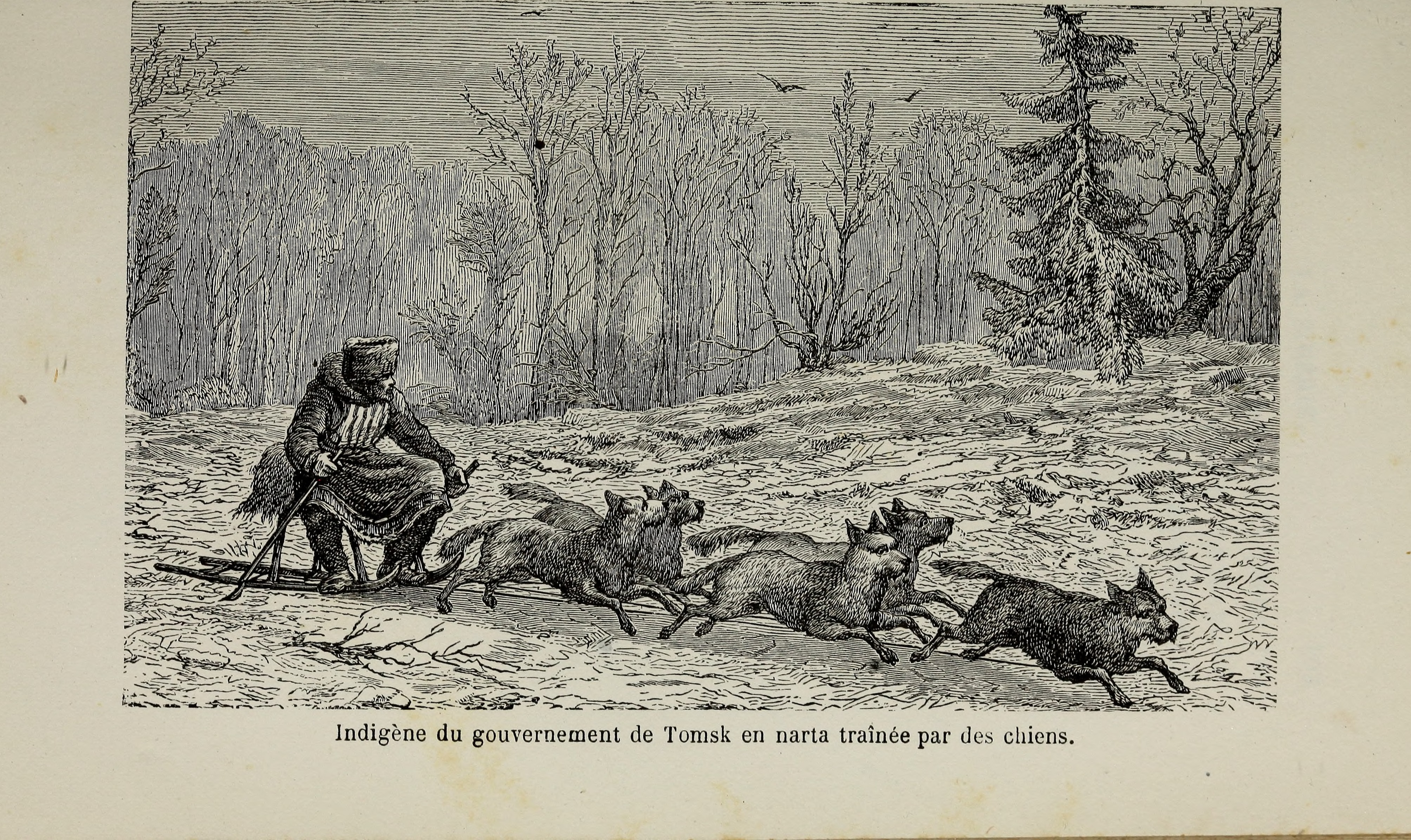
Dessin de La Sibérie d'après les voyageurs les plus récents (1868) : Indigène du gouvernement de Tomsk en narta traînée par des chiens.

Le développement du territoire de la région par les Russes a commencé à la fin du XVIe siècle et au début du XVIIe siècle. La plus ancienne colonie russe de la région est le village (anciennement ville) Narym, fondé en 1596.
Le centre administratif de la région, la ville de Tomsk, a été fondée en 1604 comme un ostrog contre les Dzoungars et les Ienisseï kirghize. Par la suite, elle devient le centre administratif de l'ouïezd de Tomsk. De 1708 à 1782, le district faisait partie du gouvernement de Sibérie. La région de Tomsk comprenait les ouïezds d'Atchinsk, d'Ienisseïsk, Kansk, de Narym, de Tomsk et de Touroukhansk.
De 1796 à 1804, la région de Tomsk faisait partie du gouvernorat de Tomsk. En 1804, le gouvernement de Tomsk a été créée, qui a existé jusqu'en 1925, date à laquelle elle est devenue une partie du territoire sibérien (depuis 1930 - le territoire de Sibérie occidentale ). Le gouvernement de Tomsk, occupant un immense territoire allant des îles de la Terre du Nord au nord jusqu'à Semipalatinsk au sud, comprenait initialement huit ouïezds (plus tard - okrougs) : de Biïsk, d'Ienisseïsk, de Kaïnsk, de Krasnoïarsk, de Kouznetsk, de Narym, de Tomsk et de Touroukhansk.

### Période soviétique
Après l'abolition de la division en volosts, ouïezds et gouvernements de la Russie soviétique, le territoire de la région moderne de Tomsk fut successivement inclus dans les okrougs de Tomsk et de Narym, d'abord du kraï de Sibérie, puis du kraï de Sibérie occidentale et enfin de l'oblast de Novossibirsk.
L'oblast de Tomsk a été à nouveau formé le 13 août 1944 en séparant de la région de Novossibirsk une partie des districts des anciens districts de Tomsk et de Narym (après la perte d'une partie des régions du sud, qui sont devenues une partie de la région de Kemerovo nouvellement formée).
Le 26 juin 1967, la région reçoit l'Ordre de Lénine.

### Depuis 1991
Le 26 juillet 1995, la Charte de l'oblast de Tomsk a été adoptée.

## Population et société

### Démographie
Au 1er janvier 2023, la population s'élève à 1 052 100 personnes, dont 302 100 personnes en milieu rural. La densité de population de l'oblast est de 3,3 hab./km2.
| 2002      | 2016      | 2021      | - | - |
| --------- | --------- | --------- | - | - |
| 1 046 039 | 1 076 762 | 1 062 666 | - | - |

| Année | Fécondité | Fécondité urbaine | Fécondité rurale |
| ----- | --------- | ----------------- | ---------------- |
| 1990  | 1,62      | 1,40              | 2,41             |
| 1991  | 1,42      | 1,20              | 2,21             |
| 1992  | 1,26      | 1,08              | 1,82             |
| 1993  | 1,09      | 0,88              | 1,63             |
| 1994  | 1,08      | 0,88              | 1,57             |
| 1995  | 1,22      | 1,11              | 1,51             |
| 1996  | 1,20      | 1,08              | 1,51             |
| 1997  | 1,17      | 1,06              | 1,46             |
| 1998  | 1,23      | 1,12              | 1,52             |
| 1999  | 1,16      | 1,05              | 1,47             |
| 2000  | 1,19      | 1,09              | 1,49             |
| 2001  | 1,18      | 1,11              | 1,43             |
| 2002  | 1,23      | 1,15              | 1,51             |
| 2003  | 1,22      | 1,16              | 1,48             |
| 2004  | 1,27      | 1,21              | 1,52             |
| 2005  | 1,23      | 1,18              | 1,39             |
| 2006  | 1,28      | 1,24              | 1,39             |
| 2007  | 1,39      | 1,34              | 1,53             |
| 2008  | 1,48      | 1,44              | 1,62             |
| 2009  | 1,51      | 1,48              | 1,65             |
| 2010  | 1,49      | 1,34              | 2,03             |
| 2011  | 1,48      | 1,31              | 2,17             |
| 2012  | 1,55      | 1,33              | 2,49             |
| 2013  | 1,59      | 1,36              | 2,65             |
| 2014  | 1,59      | 1,37              | 2,68             |
| 2015  | 1,60      | 1,42              | 2,53             |
| 2016  | 1,58      | 1,39              | 2,51             |
| 2017  | 1,47      | 1,26              | 2,43             |
| 2018  | 1,39      | 1,19              | 2,30             |
| 2019  | 1,30      | 1,06              | 2,26             |

## Environnement

### Faune et flore
En 2022, 920 espèces végétales et 451 espèces animales ont été recensées sur le territoire de l'oblast.
La superficie totale des terres sur lesquelles se trouvent des forêts est en 2022 de 28 772 300 hectares.

### Aires protégées
Fin 2022, la superficie des aires protégées d'importance régionale et locale a augmenté de 1,5 hectare par rapport à 2021 et s'élève à 928 667 hectares, tandis que la superficie des aires protégées d'importance fédérale s'élève à 362 500 hectares.

### Pollution
Le volume total des émissions de polluants atmosphériques en 2022 s'élevait à 230,8 milliers de tonnes, soit une diminution de 7,1 % par rapport à 2021. Les émissions du transport routier se sont élevées à 71,0 milliers de tonnes, soit 0,6 % de plus par rapport à 2021 mais 26,7 % de moins par rapport au niveau de 2013. Les émissions des sources fixes se sont élevées à 159,7 milliers de tonnes, diminuant de 10,2 % par rapport aux indicateurs de 2021, et diminuant de 47,8 % par rapport à 2013.

## Économie
En 2021, le produit intérieur brut de l'oblast s'élevait à 706,4 milliards de roubles, soit le 41e des 85 sujets russes, compris entre l'oblast de Vladimir au-dessus et l'oblast de Iaroslavl en dessous. Le PIB par habitant était lui de 660 600 roubles,.
Les secteurs clés de la région — la construction mécanique et le travail des métaux — sont concentrés à Tomsk et Kolpachevo. L'industrie forestière est importante. Les plus grandes exploitations forestières sont situées dans les bassins des rivières Ket et Tchoulym. La construction du chemin de fer Assino-Belyï Yar a permis d'élargir la zone du stockage de bois. Des millions de mètres cubes de bois sont traités dans les usines forestières de Mogotchino, de Ket, d'Assino et de Tomsk. Les complexes d'industrie forestière ont été créés à Assino, Kolpachevo et Belylï Yar. Le bois d'œuvre et le bois de construction sont envoyés dans les régions de Novossibirsk et de Kemerovo mais aussi au Kazakhstan et en Asie centrale. L'industrie alimentaire (viande, fromagerie, laiterie, minoterie, semoulerie, poissonnerie) transforme les matières premières du pays. L'industrie légère emploie les matières premières importées. À Tomsk se trouvent des usines de chaussures, de confection et de textile.

### Agriculture
La superficie ensemencée de l'oblast est la suivante :
| Superficies ensemencées : | Superficies ensemencées : | Superficies ensemencées : | Superficies ensemencées : | Superficies ensemencées : | Superficies ensemencées : |
| année                     | 1959                      | 1990                      | 2000                      | 2005                      | 2015                      |
| ------------------------- | ------------------------- | ------------------------- | ------------------------- | ------------------------- | ------------------------- |
| Mille ha                  | 583                       | 622,9                     | 488.4                     | 388.4                     | 339,9                     |

### Énergie
Fin 2018, 9 centrales thermiques  étaient en service dans l'oblast de Tomsk, d'une capacité totale de 1 036,4 MW, connectées au système énergétique unifié de la Russie. En 2018, elles ont produit 3 456 millions de kWh d’électricité. Il existe également trois centrales électriques de moindre puissance connectées au système électrique unifié (dont une petite centrale hydroélectrique) et 25 centrales électriques à diesel et à gaz d'une capacité totale de 58,6 MW, non connectées au système électrique unifié et fonctionnant en zone d'approvisionnement énergétique décentralisé.

## Culture locale et patrimoine
L'oblast de Tomsk comprend, selon les données du gouvernement régional de 2021, 809 objets patrimoniaux culturels qui se répartissent entre 339 objets d'importance fédérale (dont 294 sites archéologiques), et 470 objets d'importance régionale. Par ailleurs, l'oblast compte en 2021, 1 101 objets identifiés, dont 892 sites archéologiques,. La ville de Tomsk, pour son patrimoine exceptionnel, est surnommée l'Athènes sibérienne,,.

Patrimoine classé :
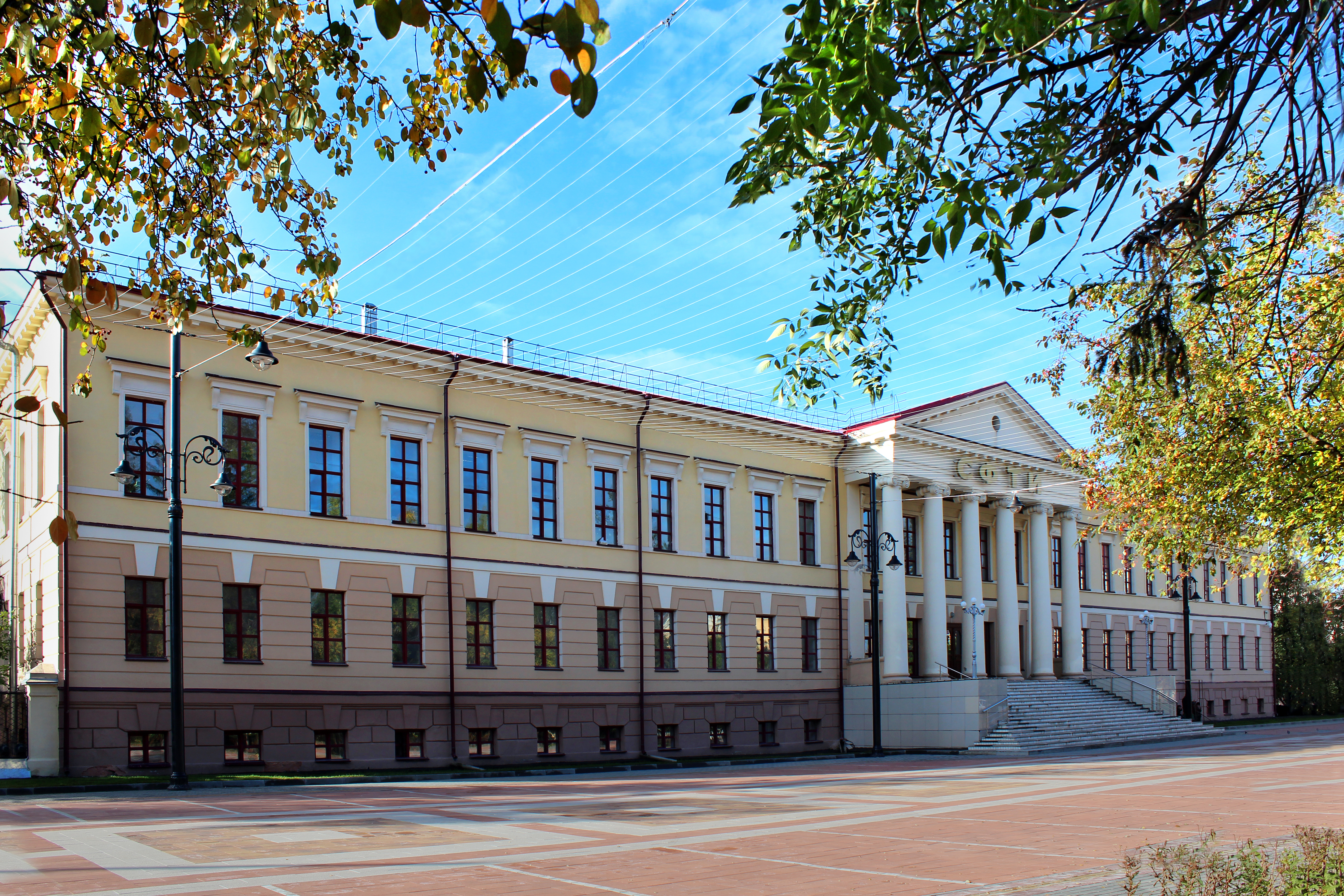
Ancien bâtiment administratif du gouvernement de Tomsk.
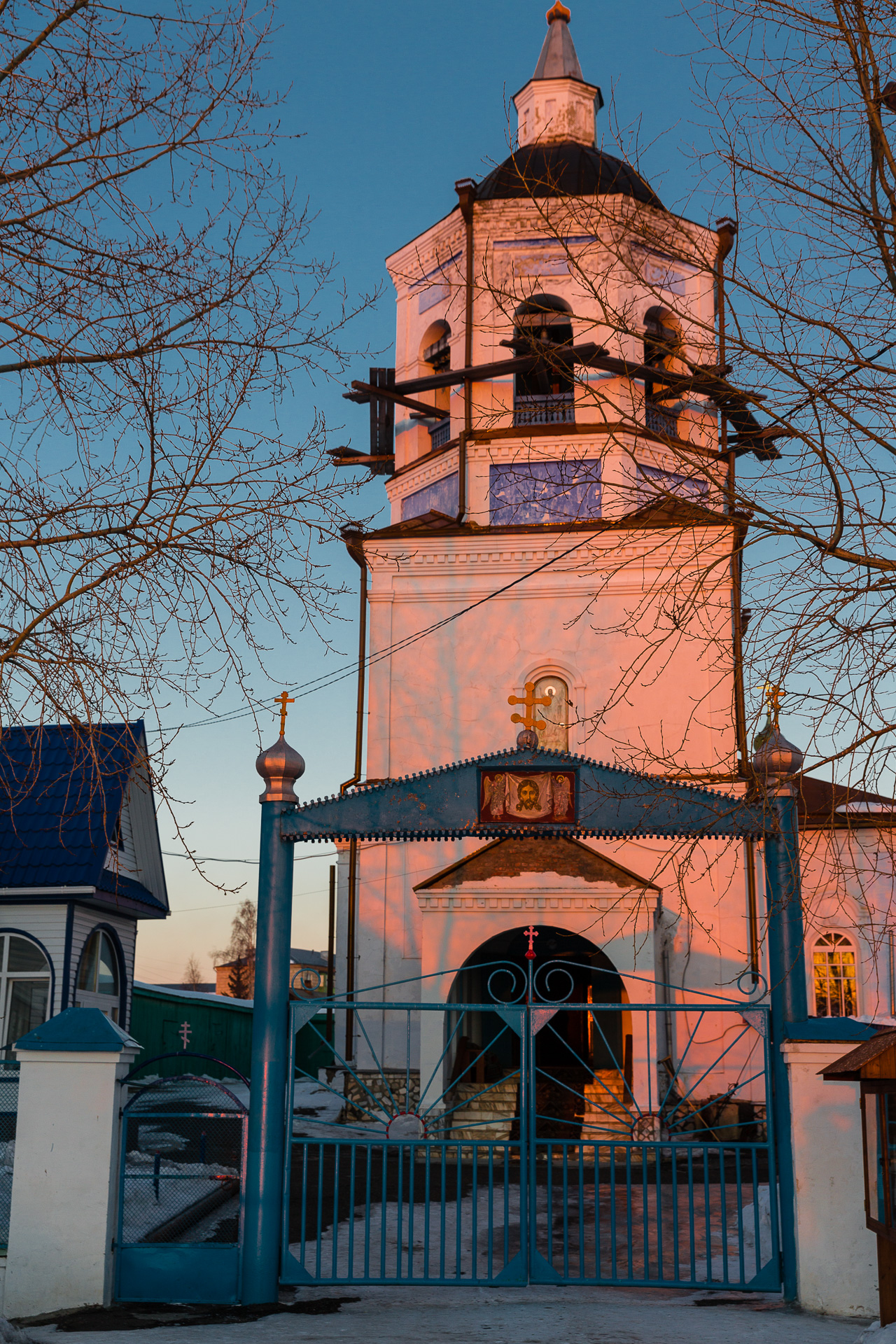
Église de la Résurrection de Togour.
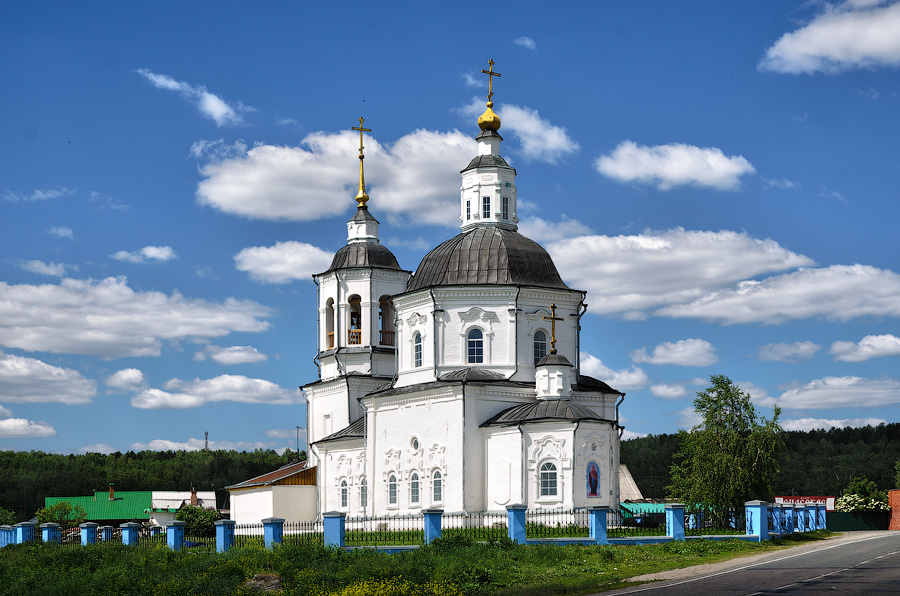
Église du Saint-Sauveur à Kolarovo.
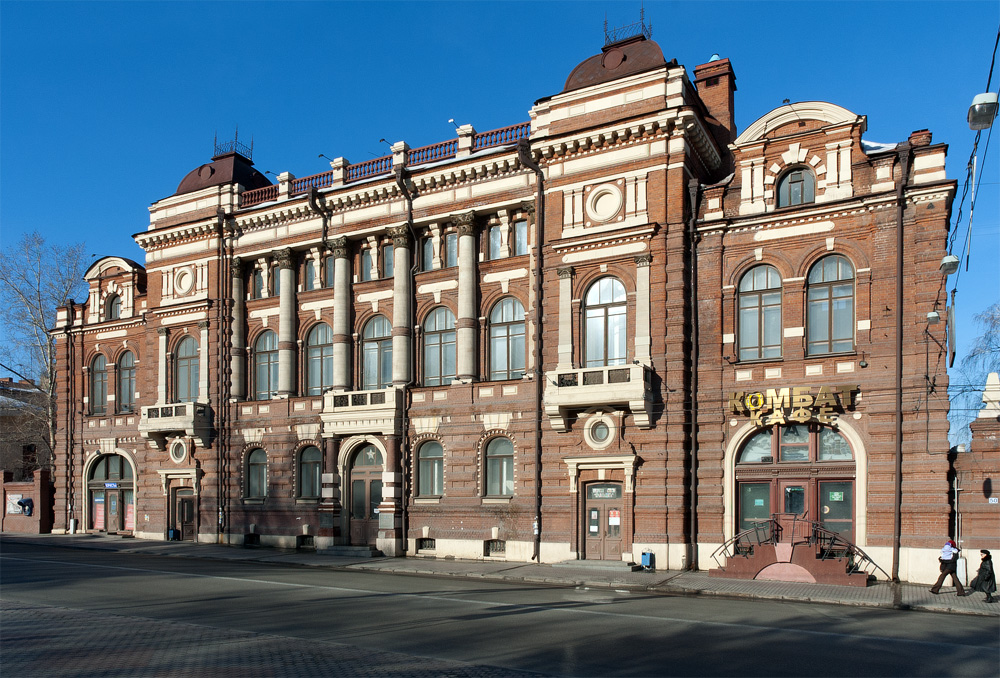
Maison des Officiers de Tomsk.

La réserve naturelle de Vassiougan, une zone protégée, s'étend en partie sur l'oblast.